# 王振全
王振全（1953年10月1日—），臺灣說唱藝術家，漢霖民俗說唱藝術團創辦人且為現任團長，現今仍持續在台灣說唱藝術的創作、表演、傳承等領域發展。

## 生平
王振全善於各類型說唱藝術演出，形式包括相聲、數來寶、雙黃、竹板快書、鐵板快書、京韻大鼓、河南墜子、四川連廂、蘇州彈詞、拉洋片、八角鼓等，著作「說唱藝術縱橫談」為國內第一本說唱藝術理論書籍。成立漢霖民俗說唱藝術團之初，即將台灣盛行的臺語、客家話等本土語言融入相聲中，衍生出如佈道大會、華西街賣蛇等相聲段子，於1996年帶領漢霖民俗說唱藝術團進行嘸驚笑喜郎年度公演，全場以臺語進行演出，廣獲各方好評。
- 1985年，成立漢霖民俗說唱藝術團。
- 1987年，引進並在台灣發表「竹板快書」
- 1988年，受邀赴新加坡與中國大陸十大笑星之首姜昆、唐杰忠同台演出「相聲歌謠大匯演」。同年九月，帶領漢霖民俗說唱藝術團赴漢城在千萬國際人士爭睹之下，為奧運獻藝。
- 1990年，在警廣主持廣播節目「相聲－有聲的漫畫」，入圍並獲得當年廣播綜藝節目主持人金鐘獎
- 2000年，獲選為行政院衛生署之活動代言人。
- 2003年，創立「漢霖相聲茶館」，獲文建會評定成為「地方特色文化館」。
- 2010年，帶領漢霖民俗說唱藝術團演出「說唱半生‧十項全能」，展現出其自身在單口相聲、對口相聲、群口相聲、八角鼓岔曲、單琴大鼓、山東快書、太平歌詞、數來寶以及網路說書等多面相的表演能力。[4]
- 2011年，演出「藝無止境」個人相聲專場，透過自身最喜愛的單口相聲演出，將其個人對於說唱藝術的熱情呈獻給每一位觀眾。

## 演出作品
- 1987年 -《大春景》
- 1991年 -《笑迎八○》
- 1992年 -《層層見喜》
- 1993年 -《廿四笑》
- 1993年 -《師生鏈》
- 1994年 -《當笑匠遇到笑匠》
- 1996年 -《嘸驚笑喜郎》
- 1998年 -《全民瘋相聲》
- 1999年 -《滄海一聲笑》
- 2000年 -《說唱老少樂》
- 2001年 -《傳統藝術之夜》
- 2002年 -《秋聲賦》
- 2003年 -《說唱老少樂－趴兔》
- 2004年 -《說唱老少樂－趴睡》
- 2005年 -《說唱半生》
- 2006年 -《說唱四書》
- 2007年 -《說唱娃娃兵＆老園丁》
- 2008年 -《笑鼠08》
- 2009年 -《說唱大觀園》
- 2010年 -《藝童說相聲》
- 2011年 -《初生之犢不畏虎》
- 2011年 -《藝無止境》
- 2011年 -《說唱半生‧十項全能》
- 2012年 -《龍唬逗》
- 2013年 -《歪嘴講古》
- 2013年 -《遊歷三國話權謀》
- 2013年 -《奇幻西遊降妖魔》
- 2014年 -《說唱迎馬年》
- 2014年 -《說古道今台北城》

## 其他演出作品
- 《孽子》（2014）
- 《一把青》（2015）
- 《斯卡羅》（2021）
- 《導演你有病》（2024）

## 出版品
- 《說唱藝術縱橫談》

## 外部連結
- 台灣相聲教父王振全的Facebook專頁
- 漢霖民俗/兒童說唱藝術團的Facebook專頁
- 漢霖民俗說唱藝術團官方網站 （页面存档备份，存于）